# HD 221287 b
HD 221287 b（固有名:Pipitea）は、きょしちょう座の方角に約173光年の位置にある太陽系外惑星である。木星質量の3.09倍以上の質量で、恒星から1.25auの軌道を456日かけて公転している。この惑星はNaefらにより、2007年にチリのラ・シヤ天文台でHARPS望遠鏡を用いて発見された。

## 名称
2019年、世界中の全ての国または地域に1つの系外惑星系を命名する機会を提供する「IAU100 Name ExoWorldsプロジェクト」において、HD 221287系はクック諸島に割り当てられる惑星系となった。このプロジェクトは、「国際天文学連合100周年事業」の一環として計画されたイベントの1つで、クック諸島国内での選考、国際天文学連合 (IAU) への提案を経て太陽系外惑星とその主星に固有名が承認されるものであった。2019年12月17日、IAUから最終結果が公表され、HD 221287はPoerava、HD 221287 bはPipiteaと命名された。これらはクック諸島のマオリ語で真珠に関連する言葉に由来しており、Poeravaは完全に美しく完璧な、大きく神秘的な黒真珠を意味する言葉に、Pipiteaは、クック諸島北部にあるペンリン環礁に見られる小さく白い金の真珠を意味する言葉に、それぞれちなんで名付けられた。